# Semidonta bilobona
Semidonta bilobona är en fjärilsart som beskrevs av Felix Bryk 1948. Semidonta bilobona ingår i släktet Semidonta och familjen tandspinnare. Inga underarter finns listade i Catalogue of Life.